# ホージェル・ホベルト・ドス・サントス
ホージェル・ホベルト・ドス・サントス（Roger Roberto dos Santos、1986年3月30日 - ）は、ブラジル・リオグランデ・ド・スル州サン・レオポルド出身のサッカー選手である。単にホージェル (Roger) 、あるいはホージェル・ガウーショ (Roger Gaúcho)とも。ポジションは攻撃的ミッドフィールダー。

## 経歴

### インテルナシオナル
ホージェルはインテルナシオナルでデビューした。カンピオナート・ブラジレイロでの初出場は、2007年6月30日のアトレチコ・ミネイロ戦だった。インテルナシオナルはこの試合を1対1で引き分けた。

### エナジースポーツ
2008年8月の契約終了後、9月のコパCGF出場の為、ポルト・アレグレに短期間在籍した。2008年12月には、エージェントグループ・エナジースポーツ傘下のブラザFCと5年の契約を結んだ。その後、彼はすぐにエナジースポーツと提携を結ぶミラソウへと籍を移した。

### サンカエターノ
2009年4月、サンカエターノへ1年間の期限付きで移籍。2009年12月にサンカエターノと3年契約を結んだ。
2011年5月20日、ホージェルは3ヶ月間の期限付きでサントスへ移籍した。2011年6月にサンカエターノとの契約を1年延長し、2012年はオエステやグレミオ・バルエリへ貸し出された。
2013年はエナジースポーツが新たなパートナーとなり、モジミリンに貸し出された。

### ポンチ・プレッタ
2013年5月、ポンチ・プレッタと契約を結んだ。ホージェルの保有権の50%は、依然としてエナジースポーツをはじめとしたインベスター達が保持している。

### アルビレックス新潟
2013年7月29日、アルビレックス新潟への加入内定が発表された。登録名はホージェル・ガウーショ。2014年5月、所属元のポンチ・プレッタから復帰を前提とした照会があり、新潟との契約を解除した。

## タイトル
インテルナシオナル
- カンピオナート・ガウーショ : 2008

## 個人成績
2014年5月1日現在
| 国内大会個人成績 | 国内大会個人成績   | 国内大会個人成績 | 国内大会個人成績 | 国内大会個人成績 | 国内大会個人成績 | 国内大会個人成績 | 国内大会個人成績 | 国内大会個人成績 | 国内大会個人成績 | 国内大会個人成績 | 国内大会個人成績 |
| 年度             | クラブ             | 背番号           | リーグ           | 出場             | 得点             | 出場             | 得点             | 出場             | 得点             | 出場             | 得点             |
| ブラジル         | ブラジル           | ブラジル         | ブラジル         | リーグ戦         | リーグ戦         | ブラジル杯       | ブラジル杯       | 州選手権         | 州選手権         | 期間通算         | 期間通算         |
| ---------------- | ------------------ | ---------------- | ---------------- | ---------------- | ---------------- | ---------------- | ---------------- | ---------------- | ---------------- | ---------------- | ---------------- |
| 2007             | インテルナシオナル |                  | セリエA          | 15               | 1                |                  |                  | –                | –                | 15               | 1                |
| 2008             | ナウチコ           |                  | セリエA          | 4                | 0                |                  |                  | –                | –                | 4                | 0                |
| 2009             | ミラソウ           |                  | サンパウロ州A1   | –                | –                |                  |                  | 18               | 0                | 18               | 0                |
| 2009             | サンカエターノ     |                  | セリエB          | 18               | 0                |                  |                  | –                | –                | 18               | 0                |
| 2010             | サンカエターノ     |                  | セリエB          | 10               | 0                |                  |                  | –                | –                | 10               | 0                |
| 2011             | オエステ           |                  | サンパウロ州A1   | –                | –                |                  |                  | 22               | 4                | 22               | 4                |
| 2011             | サントス           |                  | セリエA          | 7                | 0                |                  |                  | –                | –                | 7                | 0                |
| 2011             | サンカエターノ     |                  | セリエB          | 5                | 0                |                  |                  | –                | –                | 5                | 0                |
| 2012             | オエステ           |                  | サンパウロ州A1   | –                | –                |                  |                  | 15               | 2                | 15               | 2                |
| 2012             | グレミオ・バルエリ |                  | セリエB          | 6                | 0                |                  |                  | –                | –                | 6                | 0                |
| 2013             | ポンチ・プレッタ   |                  | セリエA          | 5                | 0                | 1                | 0                | 16               | 3                | 22               | 3                |
| 通算             | ブラジル           | ブラジル         | ブラジル         | 70               | 1                | 1                | 0                | 71               | 9                | 142              | 10               |
| 日本             | 日本               | 日本             | 日本             | リーグ戦         | リーグ戦         | リーグ杯         | リーグ杯         | 天皇杯           | 天皇杯           | 期間通算         | 期間通算         |
| 2013             | 新潟               | 11               | J1               | 7                | 1                | –                | –                | 1                | 0                | 8                | 1                |
| 2014             | 新潟               | 11               | J1               | 3                | 1                | 1                | 0                | –                | –                | 4                | 1                |
| 通算             | 日本               | 日本             | J1               | 10               | 2                | 1                | 0                | 1                | 0                | 12               | 2                |

- Jリーグ初出場 - 2013年8月17日 J1第21節 対鹿島アントラーズ戦 (カシマサッカースタジアム)
- Jリーグ初得点 - 2013年8月28日 J1第23節 対ジュビロ磐田戦 (新潟スタジアム)

- Jリーグ出場記録
  - 2013年